# Eligio Peretti
Eligio Peretti (Milano, 10 ottobre 1901 – Rho, 4 agosto 1983) è stato un calciatore italiano, di ruolo centrocampista.

## Carriera
Di origine piacentina ma cresciuto nell'Inter, nel 1920 si trasferisce in prestito al Piacenza, con cui disputa 8 partite con 3 reti nel campionato di Prima Categoria 1920-1921.
A fine stagione ritorna all'Inter, scendendo in campo 15 volte nella stagione 1921-1922. Al termine del campionato rimane svincolato.

## Statistiche

### Presenze e reti nei club
| Stagione        | Club            | Campionato      | Campionato | Campionato |
| Stagione        | Club            | Comp            | Pres       | Reti       |
| --------------- | --------------- | --------------- | ---------- | ---------- |
| 1920-1921       | Piacenza        | Prima Categoria | 8          | 3          |
| 1921-1922       | Inter           | Prima Categoria | 15         | 2          |
| Totale carriera | Totale carriera |                 | 23         | 5          |